# Montse Pérez
Montserrat Pérez López, coneguda com a Montse Pérez, (Barcelona, 28 d'octubre de 1956 - Barcelona, 28 d'abril de 2018) fou una actriu catalana. En els primers anys de la seva carrera també va aparèixer en determinats crèdits de cine o televisió amb el seu nom complet o amb altres variants, com ara Montserrat López. Molt popular pel seu paper de Mercedes a la sèrie Plats bruts de TV3, havia format part de les companyies Els Joglars —entre el 1987 i el 1991— i Dagoll Dagom.

## Carrera professional
Pérez va tenir molta presència en televisió, generalment en papers secundaris, i també en teatre. En sèries televisives, a més del paper de directora de la ràdio a Plats bruts, poden destacar-se el de la Remei a La Riera i el de la Trini a Oh! Europa, o els diversos personatges de l'època d'Els Joglars a Orden especial per a Televisió Espanyola i Som 1 meravella per a TV3.
Al cinema, va interpretar personatges a Mil cretins (2011) i a Herois (2010), havent participat en un parell de curtmetratges i altres pel·lícules. El novembre de 2017 va anunciar, des del seu compte oficial de Facebook, l'estrena de la seva obra de microteatre Una tarde cualquiera que, segons deia, era «la primera obra que he escrit i dirigit».

### Com a actriu de teatre
- 2014: El President de Thomas Bernhard. Dir. Carme Portaceli.
- 2014: Ocells i llops de Josep Maria de Sagarra. Dir. Lurdes Barba.
- 2013-2014: 7 encontros. Encontro núm. 5 d'Hélder Costa. Dir. Sílvia Ferrando.
- 2012: Un dia d'aquests. Adéu (2010) d'Eduardo Mendoza. Dir. Rosa Novell.
- 2010: L'auca del senyor Esteve de Santiago Rusiñol. Dir. Carme Portaceli.
- 2008: Què va passar quan Nora va deixar el seu home o Els pilars de les societats d'Elfriede Jelinek. Dir. Carme Portaceli.
- 2007: Èric i l'Exèrcit del Fènix de Víctor Alexandre. Dir. Pere Planella.
- 2003-2004: 5mujeres.com. Dir. José Miguel Contreras i Ana Rivas.
- 2001: Pecado, pescado de Ramon Oller. Dir. Ramon Oller.[a]
- 1995-1996: T'odio amor meu, sobre textos de Dorothy Parker i música de Cole Porter. Dir. Joan Lluís Bozzo.
- 1987-1988: Bye bye Beethoven d'Albert Boadella. Dir. Albert Boadella.
- 1986: Romeu i Julieta de William Shakespeare. Dir. Esteve Polls.

### Com a actriu de televisió
| Any       | Obra                                                     | Paper              | tipus     |
| --------- | -------------------------------------------------------- | ------------------ | --------- |
| 2016-2017 | La Riera                                                 | Remei              | Sèrie     |
| 2014      | Kubala, Moreno i Manchón                                 | Sra. Layunta       | Sèrie     |
| 2010      | Conte de Nadal@.cat                                      | Sra. Pérez         | Telefilm  |
| 2010      | Rhesus                                                   | Jutge Mirna        | Sèrie     |
| 2010      | La sagrada família (episodi "Rituals d'aparellament")    |                    | Sèrie     |
| 2009      | 23-F: El día más difícil del Rey                         |                    | Minisèrie |
| 2009      | La Mari 2 / La Mari, la vida continua                    | tutora escola      | Minisèrie |
| 2008      | La ratjada                                               | Mercè Comet        | Minisèrie |
| 2007      | Hospital Central (episodi "El motor que mueve al mundo") | Ascensión          | Sèrie     |
| 2005      | Hospital Central (episodi "Érase una vez")               | Esperanza          | Sèrie     |
| 2005      | Abuela de verano                                         | Alicia             | Sèrie     |
| 2005      | Projecte Cassandra                                       | dona policia       | Telefilm  |
| 2004      | Quito                                                    | taxista            | Telefilm  |
| 2003      | Joc de mentides                                          | Marta              | Telefilm  |
| 1999-2002 | Plats bruts (71 episodis)                                | Mercedes           | Sèrie     |
| 1998      | Laura (episodi "Records")                                |                    | Sèrie     |
| 1998      | Tío Willy                                                | Julia              | Sèrie     |
| 1998      | Estació d'enllaç                                         | Julieta            | Sèrie     |
| 1997      | Tocao del ala                                            | Asunción Contreras | Sèrie     |
| 1997      | Sitges                                                   |                    | Sèrie     |
| 1997      | Nova ficció (episodi "Veo, veo")                         | Mila               | Sèrie     |
| 1996      | Hospital                                                 | Pilar              | Sèrie     |
| 1994      | Oh! Europa (13 episodis)                                 | Trini              | Sèrie     |
| 1994      | ¡Ay, Señor, Señor!                                       | Tere               | Sèrie     |
| 1993      | Celia                                                    | Madre Bibiana      | Sèrie     |
| 1992      | Orden especial (39 episodis)                             | diversos           | Sèrie     |
| 1991      | La huella del crimen (episodi "El caso de Carmen Broto") | Terita Vilallonga  | Sèrie     |
| 1989      | Ya semos europeos                                        | diversos           | Sèrie     |
| 1988      | Som 1 meravella                                          | diversos           | Sèrie     |